# Savoia-Marchetti SM.73
Die Savoia-Marchetti SM.73 war ein dreimotoriges Verkehrsflugzeug aus den 1930er-Jahren. Das von Savoia-Marchetti gebaute Flugzeug war für eine vierköpfige Besatzung und 18 Passagiere ausgelegt.

## Geschichte
Im Jahr 1933 wurde die parallele Entwicklung der SM.73 und des Bombers SM.81 aufgenommen, was dazu führte, dass sich die Flugzeuge äußerlich glichen, abgesehen von der unterschiedlichen Motorisierung und den Fensterreihen der SM.73. Der Erstflug fand am 4. Juli 1934 statt. Sie war mit drei Motoren und einem starren Fahrwerk ausgerüstet und ist mit der Ju 52/3m vergleichbar. Die SM.73 erreichte mit 345 km/h allerdings eine deutlich höhere Geschwindigkeit.

## Nutzung
Die belgische Fluggesellschaft SABENA war an dem Flugzeug für den Luftverkehr nach Belgisch-Kongo interessiert und bestellte fünf SM.73 mit Gnome-Rhône-9K-Motoren (600 PS), die 1935 ausgeliefert wurden. Im Anschluss baute der belgische Flugzeughersteller SABCA sieben SM.73 in Lizenz. Die Ala Littoria erhielt 1935/36 insgesamt 16 Flugzeuge, die mit verschiedenen Motoren ausgerüstet waren. Ab Dezember 1936 erfolgte der Einsatz auf der Strecke Rom–Tripolis–Asmara–Addis Abeba. Die italienische Fluggesellschaft Avio Linee kaufte sechs SM.73 für ihren Europaverkehr. Auf Grund der guten Ergebnisse beschaffte die Ala Littoria im Jahre 1937 sechs weitere Flugzeuge. Für den Einsatz in Äthiopien wurden für die Ala neun Flugzeuge mit dem Höhenmotor Alfa Romeo 126 RC.34 (750 PS) ausgerüstet. 1937 und 1938 erhielt die tschechische ČSA sechs Flugzeuge. Insgesamt wurden mit dem Prototyp und der Lizenzproduktion 48 SM.73 gebaut.
Die SM.73 wurde in Europa viel geflogen, wobei ein hoher Sicherheitsstandard erreicht wurde. Die tschechischen SM.73 wurden nach der deutschen Besetzung nur noch wenig verwendet: Vermutlich ein Flugzeug setzte die Deutsche Lufthansa (DLH) 1939/40 im geringen Umfang ein. Zwei SM.73 der 1939 aufgelösten ČSA wurden 1941/42 als Schulflugzeuge für die SM.82, die die Luftwaffe erworben hatte, eingesetzt. Mindestens ein Flugzeug wurde an die italienische Regia Aeronautica verkauft.
Sieben belgische SM.73 wurden nach dem deutschen Angriff nach Großbritannien geflogen und dort im Rahmen der RAF 271 Squadron als Transportflugzeug eingesetzt, wobei zwei Flugzeuge durch Kriegseinwirkung verloren gingen. Die restlichen Flugzeuge wurden in den Belgisch-Kongo ausgeflogen, aber bei einer Zwischenlandung in Algier von den französischen Behörden beschlagnahmt und an die italienische Luftwaffe übergeben. Dort wurden sie neben den italienischen Flugzeugen im Rahmen der Regia Aeronautica eingesetzt.
Beim italienischen Kriegseintritt am 10. Juni 1940 waren noch 17 SM.73 von der Ala Littoria und fünf von der Avio Linee vorhanden. Neun Flugzeuge befanden sich in Äthiopien, die übrigen wurden der 605a und 606a Squadriglia zugeteilt. Am 31. Juli 1943 waren noch acht Flugzeuge vorhanden: vier bei der Nucleo Ala Littoria, eine bei der 18° Stormo und drei in Reparatur/Überholung. Drei Flugzeuge wurden im September 1943 von der DLH beschlagnahmt, ein weiteres von der Luftwaffe und drei flogen bei der Aeronautica Co-Belligerente auf alliierter Seite. Die DLH übergab zwei Flugzeuge an die RACSA, eine Verbindungseinheit der Aeronautica Nazionale Repubblica, das dritte diente der Ersatzteilversorgung. Das letzte verbliebene Flugzeug der Aeronautica Co-Belligerente wurde nach dem Kriegsende verschrottet.

### Übersicht über die Betreiber
- Regia Aeronautica
- Ala Littoria
- Avio Linee Italiane
- ČSA
- Deutsche Lufthansa
- SABENA

## Zwischenfälle
Vom Erstflug 1934 bis zum Betriebsende 1946 kam es mit Savoia-Marchetti SM.73 zu 12 Totalschäden. Bei 9 davon kamen 118 Menschen ums Leben. Beispiele:
- Am 10. Dezember 1935 stürzte eine Savoia-Marchetti SM.73 der belgischen Sabena (Luftfahrzeugkennzeichen OO-AGN) nahe Tatsfield (Surrey) ab. Das Flugzeug befand sich auf dem Weg von Brüssel nach London, als der Kapitän bei schlechtem Wetter die Kontrolle über die Maschine verlor. Alle elf Insassen starben.[2]

- Am 26. Januar 1937 stürzte eine Sabca Savoia-Marchetti SM.73P der Sabena (OO-AGR) im Landeanflug auf den Flughafen Oran Es Sénia (Algerien) ab. Die Maschine war auf dem Rückflug aus Belgisch Kongo nach Belgien. Augenzeugen berichteten, dass das Flugzeug in einer Höhe von ungefähr 1000 Metern plötzlich in einen Sturzflug überging. Der finale Grund wurde nicht gefunden, Wetterbedingungen und Triebwerksprobleme wurden aber ausgeschlossen. Alle zwölf Insassen kamen ums Leben.[3]

- Am 30. April 1938 starben alle 19 Insassen einer SM.73 der italienischen Ala Littoria (I-MEDA), als sie in einen Berg in Italien flog.[4]

- Am 13. August 1938 wurde eine Savoia-Marchetti SM.73 der tschechoslowakischen ČSA (OK-BAG) in der Nähe von Durbach (Deutschland)[5][6] gegen einen Berg geflogen. Bei diesem CFIT (Controlled flight into terrain) wurden alle 17 Insassen getötet, vier Besatzungsmitglieder und 13 Passagiere (siehe auch Flugunfall bei Durbach 1938).[7]

- Am 10. Oktober 1938 brach eine Sabca Savoia-Marchetti SM.73P der Sabena (OO-AGT) im Flug über Soest auseinander. Das Flugzeug befand sich auf dem Weg von Düsseldorf nach Berlin. Alle 20 Insassen starben (siehe auch Flugzeugabsturz bei Soest).[8]

- Am 16. März 1940 wurde eine Savoia-Marchetti SM.73 der italienischen Avio Linee Italiane (I-SUTO) bei widrigem Wetter in den Vulkan Stromboli (Italien) geflogen. Die Maschine befand sich auf einem Flug von Tripolis über Catania nach Rom. Bei diesem CFIT, Controlled flight into terrain, wurden alle 14 Insassen getötet, 5 Besatzungsmitglieder und 9 Passagiere.[9]

- Am 23. Mai 1940 wurde eine Sabca Savoia-Marchetti SM.73P der Sabena (OO-AGS) von deutschem Bodenfeuer während des Zweiten Weltkrieges nahe Arques (Pas-de-Calais) (Frankreich) abgeschossen. Das Flugzeug wurde im Auftrag der 271. Fliegerstaffel der Royal Air Force betrieben. Von den drei Insassen kamen zwei ums Leben.[10]

## Technische Daten
| Kenngröße             | Daten                                      |
| --------------------- | ------------------------------------------ |
| Besatzung             | 4 (Pilot, Copilot, Funker, Bordmechaniker) |
| Passagiere            | 18                                         |
| Länge                 | 18,37 m                                    |
| Spannweite            | 24,00 m                                    |
| Höhe                  | 4,45 m                                     |
| Flügelfläche          | 92,20 m²                                   |
| Flügelstreckung       | 6,2                                        |
| Leermasse             | 7300 kg                                    |
| max. Startmasse       | 10.800 kg                                  |
| Antrieb               | drei Sternmotoren Alfa Romeo 126 RC.10     |
| Leistung              | je 800 PS (ca. 590 kW)                     |
| Höchstgeschwindigkeit | 325 km/h                                   |
| Dienstgipfelhöhe      | 7000 m                                     |
| Reichweite            | 1000 km                                    |